# Michael Seufert
Michael Seufert (* 1943) ist ein deutscher Journalist.

## Biografie
Seufert wuchs bis 1958 in der Stadt Bernburg an der Saale auf.
Er absolvierte in den 1960er Jahren sein Volontariat bei den Bremer Nachrichten und wurde Redakteur bei dem Blatt. Im Januar 1968 beobachtete er die Bremer Straßenbahnunruhen und erzählt, wie die Situation damals eskalierte.
Ab 1970 war er langjährig für das Magazin Der Stern tätig. Während dieser Tätigkeit war er auch in den Skandal um die so genannten Hitler-Tagebücher verwickelt. Seufert war zuletzt als stellvertretender Chefredakteur beim Stern tätig.
Nach der Zeit beim Stern ist er freier Autor und Journalist.

## Veröffentlichungen
- Michael Seufert: Die Kampagne. Roman. Wunderlich, [Reinbek] 1998, ISBN 3-8052-0643-7; Rowohlt, Reinbek bei HaElbe, Alster, Jungfernstiegmburg 2000, ISBN 3-499-26274-6
- Sepp Ebelseder, Michael Seufert: Vier Jahreszeiten. Hinter den Kulissen eines Luxushotels. Wunderlich, [Reinbek] 1999, ISBN 3-8052-0651-8; Die Hanse, Hamburg 2002, ISBN 3-434-52597-1
- Michael Seufert: Die Pillendreher. Roman. Wunderlich, Reinbek bei Hamburg 2000, ISBN 3-8052-0679-8; Fischer-Taschenbuch-Verlag, Frankfurt am Main 2008, ISBN 978-3-596-17673-1
- Michael Seufert, Annemarie Stoltenberg: Elbe, Alster, Jungfernstieg. Hamburger Landgänge. Picus-Verlag, Wien 2002, ISBN 3-85452-762-4
- Michael Seufert: Hamburg-Quiz. Grupello, Düsseldorf 2007, ISBN 978-3-89978-079-6
- Georg Kreisler (Autor), Hans-Juergen Fink und Michael Seufert (Hrsg.): Leise flehen meine Tauben. Gesungenes und Ungesungenes. Fischer-Taschenbuch-Verlag, Frankfurt am Main 2005, ISBN 978-3-596-16946-7
- Hans-Juergen Fink, Michael Seufert: Georg Kreisler gibt es gar nicht. Die Biographie. Scherz, Frankfurt am Main 2005, ISBN 978-3-502-15021-3; Fischer-Taschenbuch-Verlag, Frankfurt am Main 2007, ISBN 978-3-596-16893-4
- Michael Seufert: Der Skandal um die Hitler-Tagebücher. Scherz Verlag, Frankfurt am Main, 2008, ISBN 978-3-502-15119-7; Fischer-Taschenbuch-Verlag, Frankfurt am Main 2011, ISBN 978-3-596-17682-3
- Michael Pasdzior (Fotos), Michael Seufert (Texte): Rund ums Rathaus. Die Hamburger City. Medien-Verlag Schubert, Hamburg 2009
- Michael Seufert: Bremen-Quiz. Grupello, Düsseldorf 2009, ISBN 978-3-89978-118-2
- Michael Seufert: Hamburg-Quiz. 100 neue Fragen. Grupello, Düsseldorf 2010, ISBN 978-3-89978-138-0
- Michael Seufert (Mitwirkender), Eugen Block (Hrsg.): Das Elysée. Meine Leidenschaft. Hoffmann und Campe, Hamburg 2010, ISBN 978-3-455-50195-7
- Michael Seufert, Jens Eggers: 100 Jahre Nordmann – Rassmann. Die Chronik einer Hamburger Firma. Nordmann, Rassmann GmbH, [Hamburg] [2011]
- Edmund Siemers und Michael Seufert (Hrsg.): Wörter an die Macht. Das Literaturprojekt Wilhelmsburg. Hoffmann & Campe, Hamburg 2012, ISBN 978-3-455-40371-8
- Michael Seufert: Sudkessel, Seefahrt, Ozean. Die Geschichte des Hamburger Biers und der St. Pauli Landungsbrücken. copy-druck, Hamburg 2012
- Michael Seufert: Levantehaus. Tradition und Moderne. Hoffmann & Campe, Hamburg 2012, ISBN 978-3-455-50295-4
- Michael Seufert: Gesellschaft Harmonie von 1789. 225 Jahre. Eine hanseatische Institution. Gesellschaft „Harmonie“ von 1789, Hamburg 2013, ISBN 978-3-00-042689-6
- Friederike Oeschger, Babette Radtke, Michael Seufert: Die Mossdorfs. Das Schicksal einer Berliner Familie im 20. Jahrhundert. Hoffmann & Campe, Hamburg 2014, ISBN 978-3-455-50309-8
- Michael Seufert: 50 Jahre Block House. Aus Gästen Freunde machen. Hoffmann und Campe, Hamburg 2018, ISBN 978-3-455-00572-1
- Michael Seufert (Autor), Michael Zapf (Illustrator): Die Bille. Hamburgs unbekannte Schöne. Ellert & Richter, Hamburg [2022], ISBN 978-3-8319-0826-4
- Michael Seufert: Osterbekkai. Im Herzen von Barmbek. KJM Buchverlag, [Hamburg] 2023, ISBN 978-3-96194-211-4